# Детмольдський музей просто неба

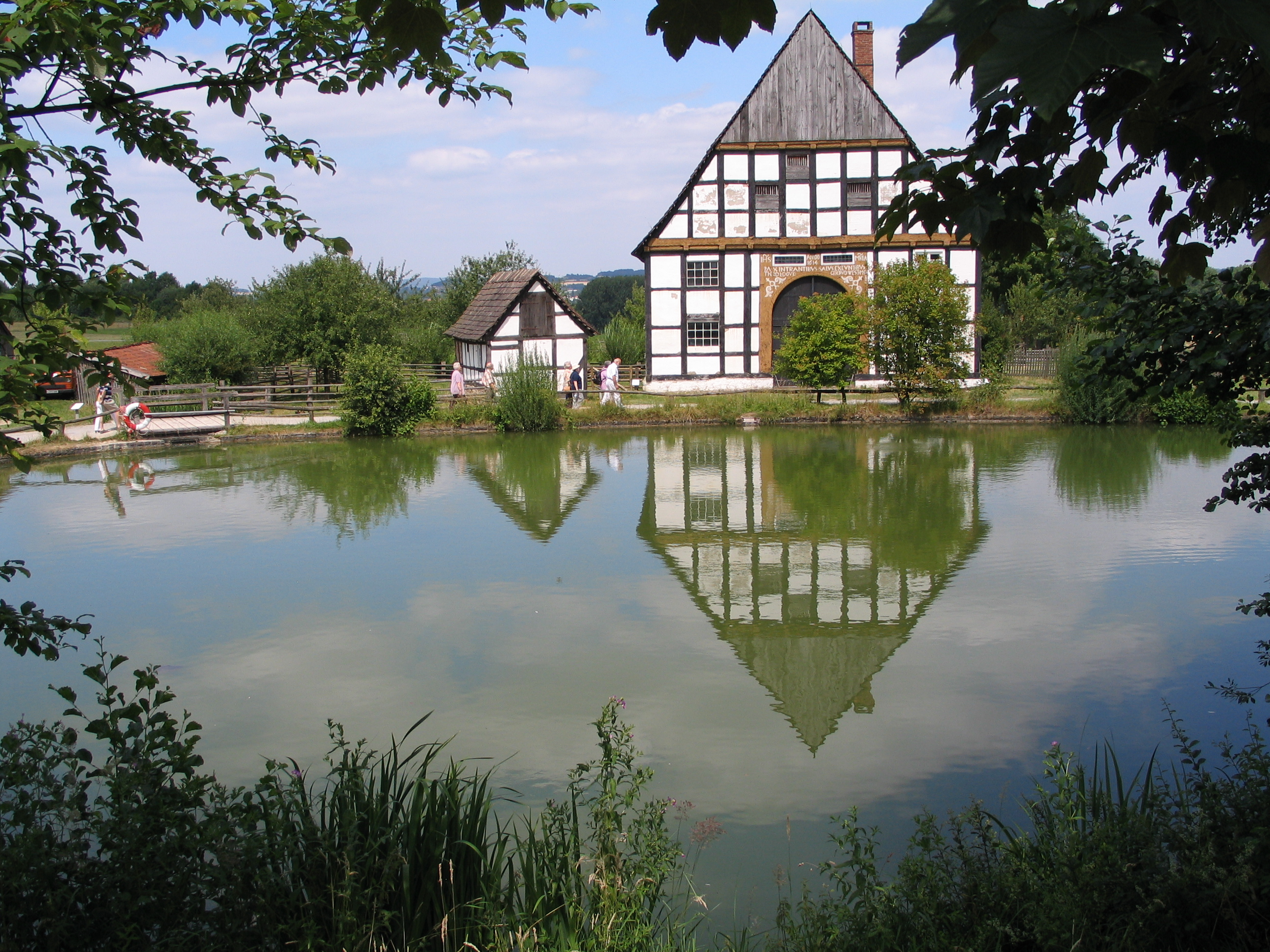
Будинки "Падеборнського села"

Детмольдський музей просто неба до 2006 р. — Вестфальський музей просто неба (нім. Freilichtmuseum Detmold, Westfälisches Freilichtmuseum Detmold) — музей просто неба, розташований у Детмольді, Північний Рейн-Вестфалія, Німеччина.
Функціонує за підтримки Регіональної асоціації Вестфалія-Ліппе (LWL).
Музей сільського побуту Північного Рейну-Вестфалії. Налічує більше 100 історичних сільських будівель, привезених зі всього регіону та відновлених у первісному стані, включаючи школи, ферми, солом'яні котеджі та вітряні млини.
Площа музею становить близько 200 акрів (0,81 км²). На території музею проходять спеціалізовані виставки та відбуваються культурні заходи, зокрема фестивалі народних ремесел.